# Liga das Nações de Voleibol Feminino de 2025
A Liga das Nações de Voleibol Feminino de 2025 foi a sétima edição deste torneio anual organizado pela Federação Internacional de Voleibol (FIVB). O torneio ocorreu de 4 de junho a 27 de julho, com as finais sendo realizadas em Łódź, na Polônia.
Pela segunda edição consecutiva, o título ficou com a Itália ao derrotar o Brasil na final por 3 sets a 1, repetindo o encontro em 2022, coincidentemente, o último ano em que a seleção brasileira disputou uma final deste torneio. Foi o terceiro título italiano em quatro anos, igualando com os Estados Unidos como as maiores vencedoras da Liga das Nações feminina, além de ser a primeira vez em que uma seleção vence o campeonato de maneira invicta. Pelo terceiro ano seguido, o terceiro lugar ficou com a Polônia ao vencerem o Japão, finalista do ano anterior, também por 3 sets a 1.

## Participantes
Em 13 de fevereiro de 2024, foi anunciada uma reformulação no calendário do voleibol mundial, com a ampliação de 16 para 18 seleções participantes na Liga das Nações. Fazendo parte das mudanças, a Challenger Cup foi extinta e todas as equipes passaram a fazer parte do torneio utilizando o ranking mundial. Com isso, a equipe que tiver o pior desempenho na fase preliminar será substituída pela mais bem ranqueada na edição seguinte.
A Chéquia fez a sua estreia na competição por ter sido a última equipe vencedora da Challenger Cup, enquanto que a Bélgica retornou ao torneio por ter sido a equipe mais bem classificada do ranking; sua última presença havia sido em 2022.
| Confederação | Seleção              | Presenças | Primeira presença | Última presença | Melhor resultado anterior       |
| ------------ | -------------------- | --------- | ----------------- | --------------- | ------------------------------- |
| CEV          | Alemanha             | 6         | 2018              | 2024            | Oitavo lugar (2023)             |
| CEV          | Bélgica              | 4         | 2018              | 2022            | Sétimo lugar (2019)             |
| CEV          | Bulgária             | 4         | 2019              | 2024            | Décimo terceiro lugar (2023)    |
| CEV          | Chéquia              | 1         | –                 | –               | Estreante                       |
| CEV          | França               | 1         | 2024              | 2024            | Décimo quarto lugar (2024)      |
| CEV          | Itália               | 6         | 2018              | 2024            | Campeã (2022 e 2024)            |
| CEV          | Países Baixos        | 6         | 2018              | 2024            | Quinto lugar (2018)             |
| CEV          | Polônia              | 6         | 2018              | 2024            | Terceiro lugar (2023 e 2024)    |
| CEV          | Sérvia               | 6         | 2018              | 2024            | Terceiro lugar (2022)           |
| CEV          | Turquia              | 6         | 2018              | 2024            | Campeã (2023)                   |
| AVC          | China                | 6         | 2018              | 2024            | Vice-campeã (2023)              |
| AVC          | Coreia do Sul        | 6         | 2018              | 2024            | Décimo segundo lugar (2018)     |
| AVC          | Japão                | 6         | 2018              | 2024            | Vice-campeã (2024)              |
| AVC          | Tailândia            | 6         | 2018              | 2024            | Oitavo lugar (2022 e 2024)      |
| NORCECA      | Canadá               | 4         | 2021              | 2024            | Décimo lugar (2023 e 2024)      |
| NORCECA      | Estados Unidos       | 6         | 2018              | 2024            | Campeã (2018, 2019 e 2021)      |
| NORCECA      | República Dominicana | 6         | 2018              | 2024            | Sexto lugar (2021)              |
| CSV          | Brasil               | 6         | 2018              | 2024            | Vice-campeã (2019, 2021 e 2022) |

## Fórmula de disputa
Fase preliminar
A Liga das Nações de 2025 é disputada com base na mesma fórmula de competição da edição de 2024. As 18 equipes participantes foram classificadas do 1.º ao 18.º lugar no ranking mundial da FIVB após o término da última edição, e cada equipe joga um total de 12 partidas durante a fase preliminar ao longo de 3 semanas, contra adversários igualmente fortes – 3 partidas contra equipes classificadas do 1.º ao 6.º, 3 partidas contra equipes classificadas do 7.º ao 12.º, 3 partidas contra equipes classificadas do 13.º ao 18.º.
Fase final
A fase final é disputada em sistema eliminatório, composta pelas sete melhores equipes da fase classificatória além da equipe do país anfitrião.

## Calendário
A tabela dos grupos foi anunciada em 10 de dezembro de 2024.
| Primeira semana: 4–8 de junho                                              | Primeira semana: 4–8 de junho                                                 | Primeira semana: 4–8 de junho                                         |
| Grupo 1 Ottawa                                                             | Grupo 2 Rio de Janeiro                                                        | Grupo 3 Pequim                                                        |
| -------------------------------------------------------------------------- | ----------------------------------------------------------------------------- | --------------------------------------------------------------------- |
| Bulgária · Canadá · Japão · Países Baixos · República Dominicana · Sérvia  | Alemanha · Brasil · Chéquia · Coreia do Sul · Estados Unidos · Itália         | Bélgica · China · França · Polônia · Tailândia · Turquia              |
| Segunda semana: 18–22 de junho                                             |                                                                               |                                                                       |
| Grupo 4 Istambul                                                           | Grupo 5 Hong Kong                                                             | Grupo 6 Belgrado                                                      |
| Bélgica · Brasil · Canadá · Coreia do Sul · República Dominicana · Turquia | Bulgária · Chéquia · China · Itália · Japão · Tailândia                       | Alemanha · Estados Unidos · França · Países Baixos · Polônia · Sérvia |
| Terceira semana: 9–13 de julho                                             |                                                                               |                                                                       |
| Grupo 7 Apeldoorn                                                          | Grupo 8 Arlington                                                             | Grupo 9 Chiba                                                         |
| Bélgica · Chéquia · Itália · Países Baixos · Sérvia · Turquia              | Alemanha · Canadá · China · Estados Unidos · República Dominicana · Tailândia | Brasil · Bulgária · Coreia do Sul · França · Japão · Polônia          |
| Fase final: 23–27 de julho                                                 |                                                                               |                                                                       |
| Łódź                                                                       |                                                                               |                                                                       |

## Locais

### Fase preliminar
| Primeira semana                              | Primeira semana                               | Primeira semana                       |
| Grupo 1                                      | Grupo 2                                       | Grupo 3                               |
| TD Place Arena Ottawa, Canadá                | Maracanãzinho Rio de Janeiro, Brasil          | Estádio Nacional Indoor Pequim, China |
| -------------------------------------------- | --------------------------------------------- | ------------------------------------- |
| Capacidade: 8 585                            | Capacidade: 11 850                            | Capacidade: 18 000                    |
|                                              |                                               |                                       |
| Segunda semana                               |                                               |                                       |
| Grupo 4                                      | Grupo 5                                       | Grupo 6                               |
| Sinan Erdem Dome Istambul, Turquia           | Kai Tak Arena Hong Kong, China                | Belgrade Arena Belgrado, Sérvia       |
| Capacidade: 22 500                           | Capacidade: 10 000                            | Capacidade: 18 386                    |
|                                              |                                               |                                       |
| Terceira semana                              |                                               |                                       |
| Grupo 7                                      | Grupo 8                                       | Grupo 9                               |
| Omnisport Apeldoorn Apeldoorn, Países Baixos | College Park Center Arlington, Estados Unidos | Chiba Port Arena Chiba, Japão         |
| Capacidade: 2 000                            | Capacidade: 7 000                             | Capacidade: 7 512                     |
|                                              |                                               |                                       |

### Fase final
| Fase final                | Fase final |
| ------------------------- | ---------- |
| Atlas Arena Łódź, Polônia | Łódź       |
| Capacidade: 13 806        | Łódź       |
|                           | Łódź       |

## Critérios de classificação no grupo
1. Número de vitórias;
2. Pontos;
3. Razão de sets;
4. Razão de pontos;
5. Resultado da última partida entre os times empatados.

- Placar de 3–0 ou 3–1: 3 pontos para o vencedor, nenhum para o perdedor;
- Placar de 3–2: 2 pontos para o vencedor, 1 para o perdedor.

## Fase preliminar

### Tabela
|  | Equipes classificadas para a fase final           |
|  | Equipe classificada para a fase final (país-sede) |
|  | Equipe excluída da Liga das Nações em 2026        |

|     |                      |     | Jogos | Jogos | Jogos | Resultados | Resultados | Resultados | Resultados | Resultados | Resultados | Sets | Sets | Sets  | Pontos | Pontos | Pontos |
| Pos | Equipe               | Pts | T     | V     | D     | 3–0        | 3–1        | 3–2        | 2–3        | 1–3        | 0–3        | V    | P    | R     | V      | P      | R      |
| --- | -------------------- | --- | ----- | ----- | ----- | ---------- | ---------- | ---------- | ---------- | ---------- | ---------- | ---- | ---- | ----- | ------ | ------ | ------ |
| 1   | Itália               | 33  | 12    | 12    | 0     | 8          | 1          | 3          | 0          | 0          | 0          | 36   | 7    | 5.143 | 1037   | 822    | 1.262  |
| 2   | Brasil               | 31  | 12    | 11    | 1     | 5          | 4          | 2          | 0          | 0          | 1          | 33   | 11   | 3,000 | 1051   | 906    | 1.160  |
| 3   | Japão                | 27  | 12    | 9     | 3     | 7          | 1          | 1          | 1          | 1          | 1          | 30   | 12   | 2.500 | 966    | 858    | 1.126  |
| 4   | Polônia              | 27  | 12    | 9     | 3     | 4          | 4          | 1          | 1          | 2          | 0          | 31   | 15   | 2.067 | 1067   | 957    | 1.115  |
| 5   | China                | 24  | 12    | 9     | 3     | 2          | 3          | 4          | 1          | 1          | 1          | 30   | 20   | 1.500 | 1142   | 1059   | 1.078  |
| 6   | Turquia              | 23  | 12    | 8     | 4     | 5          | 1          | 2          | 1          | 2          | 1          | 28   | 17   | 1.647 | 1025   | 927    | 1.106  |
| 7   | Alemanha             | 23  | 12    | 7     | 5     | 2          | 3          | 2          | 4          | 0          | 1          | 29   | 22   | 1.318 | 1110   | 1092   | 1.016  |
| 8   | Estados Unidos       | 20  | 12    | 7     | 5     | 2          | 2          | 3          | 2          | 1          | 2          | 26   | 23   | 1.130 | 1084   | 1085   | 0.999  |
| 9   | França               | 17  | 12    | 5     | 7     | 2          | 2          | 1          | 3          | 2          | 2          | 23   | 25   | 0.920 | 1010   | 1042   | 0.969  |
| 10  | Países Baixos        | 15  | 12    | 5     | 7     | 1          | 2          | 2          | 2          | 0          | 5          | 19   | 27   | 0.704 | 972    | 1029   | 0.945  |
| 11  | Chéquia              | 14  | 12    | 5     | 7     | 2          | 1          | 2          | 1          | 4          | 2          | 21   | 26   | 0.808 | 1032   | 1046   | 0.987  |
| 12  | República Dominicana | 13  | 12    | 5     | 7     | 2          | 0          | 3          | 1          | 3          | 3          | 20   | 27   | 0.741 | 1028   | 1071   | 0.960  |
| 13  | Bulgária             | 11  | 12    | 4     | 8     | 0          | 1          | 3          | 2          | 3          | 3          | 19   | 31   | 0.613 | 1001   | 1142   | 0.877  |
| 14  | Bélgica              | 11  | 12    | 4     | 8     | 0          | 3          | 1          | 0          | 3          | 5          | 15   | 29   | 0.517 | 931    | 1029   | 0.905  |
| 15  | Sérvia               | 14  | 12    | 3     | 9     | 2          | 1          | 0          | 5          | 2          | 2          | 21   | 28   | 0.750 | 1043   | 1068   | 0.977  |
| 16  | Canadá               | 10  | 12    | 3     | 9     | 0          | 0          | 3          | 4          | 2          | 3          | 19   | 33   | 0.576 | 1099   | 1157   | 0.950  |
| 17  | Tailândia            | 6   | 12    | 1     | 11    | 0          | 1          | 0          | 3          | 2          | 6          | 11   | 34   | 0.324 | 948    | 1059   | 0.895  |
| 18  | Coreia do Sul        | 5   | 12    | 1     | 11    | 0          | 0          | 1          | 3          | 2          | 6          | 11   | 35   | 0.314 | 877    | 1074   | 0.817  |

Nota: Bulgária e Bélgica ficaram na frente da Sérvia pelo número de vitórias (BUL 4, BEL 4, SRB 3).

### Primeira semana

#### Grupo 1
- Local:  Ottawa, Canadá
- As partidas seguem o horário local (UTC−04:00).

| Data  | Hora  |                      | Placar |                      | Set 1 | Set 2 | Set 3 | Set 4 | Set 5 | Total   | Relatório |
| ----- | ----- | -------------------- | ------ | -------------------- | ----- | ----- | ----- | ----- | ----- | ------- | --------- |
| 4 jun | 11:00 | Países Baixos        | 0–3    | Japão                | 17–25 | 15–25 | 16–25 |       |       | 48–75   | Relatório |
| 4 jun | 16:00 | República Dominicana | 3–2    | Sérvia               | 26–28 | 19–25 | 25–15 | 25–20 | 18–16 | 113–104 | Relatório |
| 4 jun | 19:30 | Bulgária             | 2–3    | Canadá               | 18–25 | 12–25 | 25–23 | 25–19 | 4–15  | 84–107  | Relatório |
| 5 jun | 16:00 | Bulgária             | 3–1    | República Dominicana | 25–21 | 30–32 | 25–19 | 31–29 |       | 111–101 | Relatório |
| 5 jun | 19:30 | Canadá               | 1–3    | Países Baixos        | 18–25 | 25–22 | 15–25 | 23–25 |       | 81–97   | Relatório |
| 6 jun | 16:00 | República Dominicana | 3–2    | Países Baixos        | 22–25 | 25–19 | 28–26 | 22–25 | 15–13 | 112–108 | Relatório |
| 6 jun | 19:30 | Sérvia               | 0–3    | Japão                | 19–25 | 21–25 | 13–25 |       |       | 53–75   | Relatório |
| 7 jun | 16:00 | Canadá               | 0–3    | Japão                | 24–26 | 20–25 | 19–25 |       |       | 63–76   | Relatório |
| 7 jun | 19:30 | Bulgária             | 3–2    | Sérvia               | 12–25 | 25–19 | 25–16 | 10–25 | 17–15 | 89–100  | Relatório |
| 8 jun | 11:00 | República Dominicana | 0–3    | Japão                | 19–25 | 21–25 | 9–25  |       |       | 49–75   | Relatório |
| 8 jun | 14:30 | Bulgária             | 0–3    | Países Baixos        | 21–25 | 16–25 | 23–25 |       |       | 60–75   | Relatório |
| 8 jun | 18:00 | Canadá               | 3–2    | Sérvia               | 20–25 | 18–25 | 25–20 | 25–18 | 15–12 | 103–100 | Relatório |

#### Grupo 2
- Local:  Rio de Janeiro, Brasil
- As partidas seguem o horário local (UTC−03:00).

| Data  | Hora  |                | Placar |                | Set 1 | Set 2 | Set 3 | Set 4 | Set 5 | Total   | Relatório |
| ----- | ----- | -------------- | ------ | -------------- | ----- | ----- | ----- | ----- | ----- | ------- | --------- |
| 4 jun | 14:00 | Estados Unidos | 0–3    | Itália         | 13–25 | 13–25 | 28–30 |       |       | 54–80   | Relatório |
| 4 jun | 17:30 | Chéquia        | 0–3    | Brasil         | 21–25 | 20–25 | 17–25 |       |       | 58–75   | Relatório |
| 4 jun | 21:00 | Coreia do Sul  | 0–3    | Alemanha       | 17–25 | 15–25 | 21–25 |       |       | 53–75   | Relatório |
| 5 jun | 17:30 | Alemanha       | 2–3    | Itália         | 25–22 | 10–25 | 25–20 | 13–25 | 9–15  | 82–107  | Relatório |
| 5 jun | 21:00 | Estados Unidos | 0–3    | Brasil         | 18–25 | 17–25 | 19–25 |       |       | 54–75   | Relatório |
| 6 jun | 17:30 | Coreia do Sul  | 0–3    | Itália         | 13–25 | 13–25 | 17–25 |       |       | 43–75   | Relatório |
| 6 jun | 21:00 | Chéquia        | 3–2    | Estados Unidos | 23–25 | 20–25 | 25–17 | 25–20 | 27–25 | 120–112 | Relatório |
| 7 jun | 13:30 | Alemanha       | 2–3    | Brasil         | 23–25 | 25–21 | 25–23 | 20–25 | 8–15  | 101–109 | Relatório |
| 7 jun | 17:00 | Coreia do Sul  | 2–3    | Chéquia        | 25–17 | 17–25 | 25–21 | 9–25  | 9–15  | 85–103  | Relatório |
| 8 jun | 10:00 | Brasil         | 0–3    | Itália         | 22–25 | 18–25 | 27–29 |       |       | 67–79   | Relatório |
| 8 jun | 13:30 | Chéquia        | 1–3    | Alemanha       | 22–25 | 18–25 | 25–22 | 23–25 |       | 88–97   | Relatório |
| 8 jun | 17:00 | Coreia do Sul  | 0–3    | Estados Unidos | 13–25 | 26–28 | 17–25 |       |       | 56–78   | Relatório |

#### Grupo 3
- Local:  Pequim, China
- As partidas seguem o horário local (UTC+08:00).

| Data  | Hora  |           | Placar |           | Set 1 | Set 2 | Set 3 | Set 4 | Set 5 | Total   | Relatório |
| ----- | ----- | --------- | ------ | --------- | ----- | ----- | ----- | ----- | ----- | ------- | --------- |
| 4 jun | 11:30 | França    | 1–3    | Turquia   | 17–25 | 25–23 | 13–25 | 14–25 |       | 69–98   | Relatório |
| 4 jun | 15:00 | Tailândia | 0–3    | Polônia   | 22–25 | 24–26 | 22–25 |       |       | 68–76   | Relatório |
| 4 jun | 19:30 | China     | 3–0    | Bélgica   | 25–18 | 27–25 | 25–13 |       |       | 77–56   | Relatório |
| 5 jun | 15:00 | Bélgica   | 3–1    | Tailândia | 25–22 | 25–23 | 24–26 | 25–22 |       | 99–93   | Relatório |
| 5 jun | 19:30 | China     | 1–3    | Polônia   | 22–25 | 25–20 | 19–25 | 21–25 |       | 87–95   | Relatório |
| 6 jun | 15:00 | França    | 3–1    | Bélgica   | 25–22 | 13–25 | 25–13 | 25–19 |       | 88–79   | Relatório |
| 6 jun | 19:30 | Turquia   | 3–0    | Tailândia | 25–23 | 25–14 | 25–22 |       |       | 75–59   | Relatório |
| 7 jun | 15:00 | Turquia   | 3–2    | Polônia   | 25–21 | 18–25 | 25–23 | 22–25 | 15–7  | 105–101 | Relatório |
| 7 jun | 19:30 | China     | 3–0    | França    | 25–17 | 25–18 | 25–11 |       |       | 75–46   | Relatório |
| 8 jun | 11:30 | Bélgica   | 0–3    | Polônia   | 11–25 | 15–25 | 25–27 |       |       | 51–77   | Relatório |
| 8 jun | 15:00 | França    | 1–3    | Tailândia | 14–25 | 25–19 | 23–25 | 13–25 |       | 75–94   | Relatório |
| 8 jun | 19:30 | China     | 2–3    | Turquia   | 25–19 | 20–25 | 31–29 | 26–28 | 12–15 | 114–116 | Relatório |

### Segunda semana

#### Grupo 4
- Local:  Istambul, Turquia
- As partidas seguem o horário local (UTC+03:00).

| Data   | Hora  |                      | Placar |                      | Set 1 | Set 2 | Set 3 | Set 4 | Set 5 | Total   | Relatório |
| ------ | ----- | -------------------- | ------ | -------------------- | ----- | ----- | ----- | ----- | ----- | ------- | --------- |
| 18 jun | 12:30 | Coreia do Sul        | 3–2    | Canadá               | 27–25 | 25–18 | 15–25 | 20–25 | 15–13 | 102–106 | Relatório |
| 18 jun | 16:00 | Bélgica              | 1–3    | Brasil               | 22–25 | 26–24 | 16–25 | 15–25 |       | 79–99   | Relatório |
| 18 jun | 19:30 | República Dominicana | 0–3    | Turquia              | 25–27 | 19–25 | 26–28 |       |       | 70–80   | Relatório |
| 19 jun | 16:00 | Bélgica              | 0–3    | República Dominicana | 14–25 | 18–25 | 25–27 |       |       | 57–77   | Relatório |
| 19 jun | 19:30 | Canadá               | 0–3    | Turquia              | 16–25 | 18–25 | 24–26 |       |       | 58–76   | Relatório |
| 20 jun | 16:00 | Coreia do Sul        | 1–3    | Bélgica              | 16–25 | 25–20 | 29–31 | 12–25 |       | 82–101  | Relatório |
| 20 jun | 19:30 | Canadá               | 0–3    | Brasil               | 20–25 | 23–25 | 23–25 |       |       | 66–75   | Relatório |
| 21 jun | 16:00 | República Dominicana | 0–3    | Brasil               | 23–25 | 18–25 | 20–25 |       |       | 61–75   | Relatório |
| 21 jun | 19:30 | Coreia do Sul        | 0–3    | Turquia              | 11–25 | 13–25 | 17–25 |       |       | 41–75   | Relatório |
| 22 jun | 12:30 | Bélgica              | 3–2    | Canadá               | 22–25 | 25–13 | 21–25 | 25–22 | 18–16 | 111–101 | Relatório |
| 22 jun | 16:00 | Coreia do Sul        | 2–3    | República Dominicana | 25–19 | 17–25 | 25–19 | 20–25 | 14–16 | 101–104 | Relatório |
| 22 jun | 19:30 | Turquia              | 1–3    | Brasil               | 18–25 | 25–23 | 23–25 | 15–25 |       | 81–98   | Relatório |

#### Grupo 5
- Local:  Hong Kong, China
- As partidas seguem o horário local (UTC+08:00).

| Data   | Hora  |           | Placar |           | Set 1 | Set 2 | Set 3 | Set 4 | Set 5 | Total   | Relatório |
| ------ | ----- | --------- | ------ | --------- | ----- | ----- | ----- | ----- | ----- | ------- | --------- |
| 18 jun | 13:30 | Bulgária  | 1–3    | Itália    | 17–25 | 25–23 | 15–25 | 15–25 |       | 72–98   | Relatório |
| 18 jun | 17:00 | Tailândia | 2–3    | Japão     | 25–18 | 25–23 | 20–25 | 15–25 | 11–15 | 96–106  | Relatório |
| 18 jun | 20:30 | Chéquia   | 1–3    | China     | 27–29 | 25–23 | 15–25 | 22–25 |       | 89–102  | Relatório |
| 19 jun | 17:00 | Tailândia | 0–3    | Itália    | 19–25 | 20–25 | 18–25 |       |       | 57–75   | Relatório |
| 19 jun | 20:30 | Bulgária  | 2–3    | China     | 21–25 | 25–22 | 15–25 | 26–24 | 14–16 | 101–112 | Relatório |
| 20 jun | 17:00 | Bulgária  | 0–3    | Chéquia   | 19–25 | 22–25 | 11–25 |       |       | 52–75   | Relatório |
| 20 jun | 20:30 | Japão     | 2–3    | Itália    | 23–25 | 25–16 | 15–25 | 25–20 | 17–19 | 105–105 | Relatório |
| 21 jun | 16:30 | Chéquia   | 3–0    | Tailândia | 25–18 | 25–16 | 32–30 |       |       | 82–64   | Relatório |
| 21 jun | 20:00 | Japão     | 1–3    | China     | 15–25 | 12–25 | 25–18 | 22–25 |       | 74–93   | Relatório |
| 22 jun | 13:00 | Bulgária  | 3–2    | Tailândia | 26–24 | 25–13 | 21–25 | 22–25 | 15–9  | 109–96  | Relatório |
| 22 jun | 16:30 | Chéquia   | 0–3    | Japão     | 22–25 | 17–25 | 20–25 |       |       | 59–75   | Relatório |
| 22 jun | 20:00 | China     | 0–3    | Itália    | 21–25 | 30–32 | 11–25 |       |       | 62–82   | Relatório |

#### Grupo 6
- Local:  Belgrado, Sérvia
- As partidas seguem o horário local (UTC+02:00).

| Data   | Hora  |                | Placar |                | Set 1 | Set 2 | Set 3 | Set 4 | Set 5 | Total   | Relatório |
| ------ | ----- | -------------- | ------ | -------------- | ----- | ----- | ----- | ----- | ----- | ------- | --------- |
| 18 jun | 13:00 | França         | 2–3    | Alemanha       | 23–25 | 25–17 | 27–25 | 28–30 | 11–15 | 114–112 | Relatório |
| 18 jun | 16:30 | Países Baixos  | 2–3    | Polônia        | 25–17 | 23–25 | 25–17 | 12–25 | 10–15 | 95–99   | Relatório |
| 18 jun | 20:00 | Sérvia         | 2–3    | Estados Unidos | 22–25 | 20–25 | 25–22 | 25–22 | 11–15 | 103–109 | Relatório |
| 19 jun | 16:30 | Estados Unidos | 1–3    | Polônia        | 25–20 | 20–25 | 17–25 | 18–25 |       | 80–95   | Relatório |
| 19 jun | 20:00 | Alemanha       | 3–1    | Sérvia         | 25–20 | 23–25 | 25–17 | 25–23 |       | 98–85   | Relatório |
| 20 jun | 16:30 | França         | 3–0    | Países Baixos  | 25–21 | 25–19 | 25–20 |       |       | 75–60   | Relatório |
| 20 jun | 20:00 | Alemanha       | 0–3    | Polônia        | 16–25 | 16–25 | 20–25 |       |       | 52–75   | Relatório |
| 21 jun | 16:30 | Países Baixos  | 0–3    | Estados Unidos | 18–25 | 22–25 | 19–25 |       |       | 59–75   | Relatório |
| 21 jun | 20:00 | França         | 3–2    | Sérvia         | 21–25 | 25–16 | 16–25 | 25–15 | 15–13 | 102–94  | Relatório |
| 22 jun | 13:00 | Alemanha       | 2–3    | Países Baixos  | 23–25 | 25–19 | 21–25 | 25–23 | 10–15 | 104–107 | Relatório |
| 22 jun | 16:30 | França         | 2–3    | Estados Unidos | 22–25 | 24–26 | 25–20 | 25–21 | 13–15 | 109–107 | Relatório |
| 22 jun | 20:00 | Sérvia         | 1–3    | Polônia        | 25–22 | 22–25 | 22–25 | 23–25 |       | 92–97   | Relatório |

### Terceira semana

#### Grupo 7
- Local:  Apeldoorn, Países Baixos
- As partidas seguem o horário local (UTC+02:00).

| Data   | Hora  |               | Placar |               | Set 1 | Set 2 | Set 3 | Set 4 | Set 5 | Total   | Relatório |
| ------ | ----- | ------------- | ------ | ------------- | ----- | ----- | ----- | ----- | ----- | ------- | --------- |
| 9 jul  | 13:00 | Chéquia       | 1–3    | Sérvia        | 25–22 | 22–25 | 26–28 | 18–25 |       | 91–100  | Relatório |
| 9 jul  | 17:00 | Itália        | 3–0    | Bélgica       | 25–19 | 25–15 | 25–18 |       |       | 75–52   | Relatório |
| 9 jul  | 20:30 | Países Baixos | 0–3    | Turquia       | 19–25 | 16–25 | 21–25 |       |       | 56–75   | Relatório |
| 10 jul | 17:00 | Itália        | 3–0    | Sérvia        | 25–17 | 26–24 | 25–20 |       |       | 76–61   | Relatório |
| 10 jul | 20:30 | Bélgica       | 1–3    | Países Baixos | 24–26 | 22–25 | 25–22 | 22–25 |       | 93–98   | Relatório |
| 11 jul | 17:00 | Bélgica       | 0–3    | Sérvia        | 24–26 | 19–25 | 16–25 |       |       | 59–76   | Relatório |
| 11 jul | 20:30 | Chéquia       | 3–1    | Turquia       | 25–22 | 25–21 | 4–25  | 25–20 |       | 79–88   | Relatório |
| 12 jul | 15:00 | Chéquia       | 2–3    | Países Baixos | 23–25 | 25–23 | 25–14 | 19–25 | 10–15 | 102–102 | Relatório |
| 12 jul | 19:00 | Turquia       | 2–3    | Itália        | 19–25 | 25–21 | 25–21 | 20–25 | 11–15 | 100–107 | Relatório |
| 13 jul | 12:30 | Chéquia       | 1–3    | Bélgica       | 25–19 | 23–25 | 17–25 | 21–25 |       | 86–94   | Relatório |
| 13 jul | 16:00 | Países Baixos | 0–3    | Itália        | 23–25 | 26–28 | 18–25 |       |       | 67–78   | Relatório |
| 13 jul | 20:00 | Sérvia        | 3–0    | Turquia       | 25–18 | 25–20 | 25–18 |       |       | 75–56   | Relatório |

#### Grupo 8
- Local:  Arlington, Estados Unidos
- As partidas seguem o horário local (UTC−03:00).

| Data   | Hora  |                      | Placar |                      | Set 1 | Set 2 | Set 3 | Set 4 | Set 5 | Total   | Relatório |
| ------ | ----- | -------------------- | ------ | -------------------- | ----- | ----- | ----- | ----- | ----- | ------- | --------- |
| 9 jul  | 12:30 | Alemanha             | 3–2    | Canadá               | 24–26 | 25–20 | 23–25 | 25–23 | 15–13 | 112–107 | Relatório |
| 9 jul  | 16:00 | República Dominicana | 2–3    | China                | 22–25 | 25–17 | 25–22 | 22–25 | 13–15 | 107–104 | Relatório |
| 9 jul  | 19:30 | Tailândia            | 1–3    | Estados Unidos       | 26–28 | 25–21 | 25–27 | 15–25 |       | 91–101  | Relatório |
| 10 jul | 16:00 | Tailândia            | 0–3    | Alemanha             | 24–26 | 19–25 | 11–25 |       |       | 54–76   | Relatório |
| 10 jul | 19:30 | República Dominicana | 1–3    | Estados Unidos       | 25–23 | 19–25 | 16–25 | 20–25 |       | 80–98   | Relatório |
| 11 jul | 16:00 | Tailândia            | 0–3    | República Dominicana | 21–25 | 18–25 | 23–25 |       |       | 62–75   | Relatório |
| 11 jul | 19:30 | Canadá               | 1–3    | China                | 22–25 | 15–25 | 25–22 | 23–25 |       | 85–97   | Relatório |
| 12 jul | 16:00 | Alemanha             | 2–3    | China                | 25–22 | 26–24 | 21–25 | 17–25 | 16–18 | 105–114 | Relatório |
| 12 jul | 19:30 | Canadá               | 2–3    | Estados Unidos       | 24–26 | 25–23 | 25–20 | 21–25 | 17–19 | 112–113 | Relatório |
| 13 jul | 11:30 | Alemanha             | 3–1    | República Dominicana | 25–20 | 25–13 | 21–25 | 25–21 |       | 96–79   | Relatório |
| 13 jul | 15:00 | Tailândia            | 2–3    | Canadá               | 25–17 | 23–25 | 28–30 | 25–23 | 13–15 | 114–110 | Relatório |
| 13 jul | 19:00 | China                | 3–2    | Estados Unidos       | 18–25 | 19–25 | 25–21 | 25–16 | 18–16 | 105–103 | Relatório |

#### Grupo 9
- Local:  Chiba, Japão
- As partidas seguem o horário local (UTC+09:00).

| Data   | Hora  |               | Placar |          | Set 1 | Set 2 | Set 3 | Set 4 | Set 5 | Total   | Relatório |
| ------ | ----- | ------------- | ------ | -------- | ----- | ----- | ----- | ----- | ----- | ------- | --------- |
| 9 jul  | 12:00 | Bulgária      | 1–3    | Brasil   | 21–25 | 29–27 | 10–25 | 19–25 |       | 79–102  | Relatório |
| 9 jul  | 15:30 | Coreia do Sul | 1–3    | Polônia  | 25–18 | 19–25 | 14–25 | 26–28 |       | 84–96   | Relatório |
| 9 jul  | 19:20 | França        | 0–3    | Japão    | 23–25 | 16–25 | 19–25 |       |       | 58–75   | Relatório |
| 10 jul | 15:30 | França        | 2–3    | Brasil   | 25–23 | 21–25 | 25–17 | 21–25 | 11–15 | 103–105 | Relatório |
| 10 jul | 19:20 | Coreia do Sul | 0–3    | Japão    | 21–25 | 25–27 | 22–25 |       |       | 68–77   | Relatório |
| 11 jul | 15:30 | Bulgária      | 1–3    | França   | 22–25 | 25–21 | 17–25 | 22–25 |       | 86–96   | Relatório |
| 11 jul | 19:20 | Polônia       | 1–3    | Brasil   | 22–25 | 21–25 | 25–21 | 22–25 |       | 90–96   | Relatório |
| 12 jul | 15:30 | Coreia do Sul | 2–3    | Bulgária | 22–25 | 20–25 | 25–21 | 25–23 | 13–15 | 105–109 | Relatório |
| 12 jul | 19:20 | Japão         | 3–1    | Polônia  | 25–21 | 23–25 | 25–23 | 25–22 |       | 98–91   | Relatório |
| 13 jul | 11:00 | Coreia do Sul | 0–3    | França   | 17–25 | 19–25 | 21–25 |       |       | 57–75   | Relatório |
| 13 jul | 14:30 | Bulgária      | 0–3    | Polônia  | 13–25 | 19–25 | 17–25 |       |       | 49–75   | Relatório |
| 13 jul | 19:20 | Japão         | 0–3    | Brasil   | 17–25 | 18–25 | 20–25 |       |       | 55–75   | Relatório |

## Fase final
|  | Quartas de final | Quartas de final |             |   | Semifinais     | Semifinais     |  |  | Final | Final |
|  |                  |                  |             |   |                |                |  |  |       |       |
|  | 23 de julho      |                  |             |   |                |                |  |  |       |       |
|  |                  |                  |             |   |                |                |  |  |       |       |
|  | Itália           | 3                |             |   |                |                |  |  |       |       |
|  | Itália           | 3                | 26 de julho |   |                |                |  |  |       |       |
|  | Estados Unidos   | 0                |             |   |                |                |  |  |       |       |
|  | Estados Unidos   | 0                | Itália      | 3 |                |                |  |  |       |       |
|  | 23 de julho      |                  | Itália      | 3 |                |                |  |  |       |       |
|  |                  | Polônia          | 0           |   |                |                |  |  |       |       |
|  | Polônia          | Polônia          | 0           | 3 |                |                |  |  |       |       |
|  | Polônia          |                  | 27 de julho | 3 |                |                |  |  |       |       |
|  | China            | 2                |             |   |                |                |  |  |       |       |
|  | China            | 2                | Itália      | 3 |                |                |  |  |       |       |
|  | 24 de julho      |                  | Itália      | 3 |                |                |  |  |       |       |
|  |                  | Brasil           | 1           |   |                |                |  |  |       |       |
|  | Brasil           | Brasil           | 1           | 3 |                |                |  |  |       |       |
|  | Brasil           | 26 de julho      |             | 3 |                |                |  |  |       |       |
|  | Alemanha         | 0                |             |   |                |                |  |  |       |       |
|  | Alemanha         | 0                | Brasil      | 3 |                |                |  |  |       |       |
|  | 24 de julho      |                  | Brasil      | 3 |                |                |  |  |       |       |
|  |                  | Japão            | 2           |   | Terceiro lugar | Terceiro lugar |  |  |       |       |
|  | Japão            | Japão            | 2           | 3 | Terceiro lugar | Terceiro lugar |  |  |       |       |
|  | Japão            |                  | 27 de julho | 3 |                |                |  |  |       |       |
|  | Turquia          | 2                |             |   |                |                |  |  |       |       |
|  | Turquia          | 2                | Polônia     | 3 |                |                |  |  |       |       |
|  |                  |                  |             |   |                |                |  |  |       |       |
|  | Japão            | 1                |             |   |                |                |  |  |       |       |
|  | Japão            | 1                |             |   |                |                |  |  |       |       |

- As partidas seguem o horário local (UTC+02:00).

### Quartas de final
| Data   | Hora  |         | Placar |                | Set 1 | Set 2 | Set 3 | Set 4 | Set 5 | Total   | Relatório |
| ------ | ----- | ------- | ------ | -------------- | ----- | ----- | ----- | ----- | ----- | ------- | --------- |
| 23 jul | 16:30 | Itália  | 3–0    | Estados Unidos | 25–22 | 25–21 | 28–26 |       |       | 78–69   | Relatório |
| 23 jul | 20:00 | Polônia | 3–2    | China          | 17–25 | 25–20 | 19–25 | 25–19 | 15–12 | 101–101 | Relatório |
| 24 jul | 16:30 | Japão   | 3–2    | Turquia        | 25–21 | 16–25 | 25–20 | 22–25 | 15–9  | 103–100 | Relatório |
| 24 jul | 20:00 | Brasil  | 3–0    | Alemanha       | 25–19 | 26–24 | 25–14 |       |       | 76–57   | Relatório |

### Semifinais
| Data   | Hora  |        | Placar |         | Set 1 | Set 2 | Set 3 | Set 4 | Set 5 | Total  | Relatório |
| ------ | ----- | ------ | ------ | ------- | ----- | ----- | ----- | ----- | ----- | ------ | --------- |
| 26 jul | 16:00 | Itália | 3–0    | Polônia | 25–18 | 25–16 | 25–14 |       |       | 75–48  | Relatório |
| 26 jul | 20:00 | Brasil | 3–2    | Japão   | 23–25 | 25–21 | 25–18 | 19–25 | 15–8  | 107–97 | Relatório |

### Terceiro lugar
| Data   | Hora  |         | Placar |       | Set 1 | Set 2 | Set 3 | Set 4 | Set 5 | Total | Relatório |
| ------ | ----- | ------- | ------ | ----- | ----- | ----- | ----- | ----- | ----- | ----- | --------- |
| 27 jul | 16:00 | Polônia | 3–1    | Japão | 25–15 | 24–26 | 25–16 | 25–23 |       | 99–80 | Relatório |

### Final
| Data   | Hora  |        | Placar |        | Set 1 | Set 2 | Set 3 | Set 4 | Set 5 | Total | Relatório |
| ------ | ----- | ------ | ------ | ------ | ----- | ----- | ----- | ----- | ----- | ----- | --------- |
| 27 jul | 20:00 | Itália | 3–1    | Brasil | 22–25 | 25–18 | 25–22 | 25–22 |       | 97–87 | Relatório |

## Classificação final
| Campeão | Vice-campeão | Terceiro lugar |
| ItáliaAnna Gray · Alice Degradi · Carlotta Cambi · Monica De Gennaro · Eleonora Fersino · Alessia Orro · Anna Danesi · Linda Nwakalor · Stella Nervini · Myriam Sylla · Paola Egonu · Sarah Fahr · Gaia Giovannini · Ekaterina Antropova | BrasilDiana Alecrim · Macris Carneiro · Lorena Viezel · Rosamaria Montibeller · Júlia Kudiess · Roberta Ratzke · Gabi Guimarães · Helena Wenk Hoengen · Kisy Nascimento · Júlia Bergmann · Jheovana Sebastião · Tainara Santos · Laís Vasques · Marcelle Mattos da Silva | PolôniaAleksandra Gryka · Magdalena Stysiak · Agnieszka Korneluk · Julita Piasecka · Martyna Łukasik · Aleksandra Szczygłowska · Martyna Czyrniańska · Malwina Smarzek · Justyna Łysiak · Weronika Centka-Tietianiec · Alicja Grabka · Paulina Damaske · Katarzyna Wenerska · Magdalena Jurczyk |

| 4  | Japão                |
| 5  | China                |
| 6  | Turquia              |
| 7  | Alemanha             |
| 8  | Estados Unidos       |
| 9  | França               |
| 10 | Países Baixos        |
| 11 | Chéquia              |
| 12 | República Dominicana |
| 13 | Bulgária             |
| 14 | Bélgica              |
| 15 | Sérvia               |
| 16 | Canadá               |
| 17 | Tailândia            |
| 18 | Coreia do Sul        |

Fonte: Volleyball World

## Prêmios individuais
A seleção do campeonato foi composta pelas seguintes jogadoras:
- MVP (Most Valuable Player):  Monica De Gennaro